# Eloy Campos
Eloy Campos (* 31. Mai 1942 in Ica) ist ein ehemaliger peruanischer Fußballspieler.

## Karriere

### Verein
Eloy Campos begann seine Karriere 1959 bei Sporting Cristal aus der Landeshauptstadt Lima. Für diesen Klub spielte er ununterbrochen bis 1974. Während dieser Zeit gewann er an der Seite von Orlando de la Torre 1961, 1968, 1970 und 1972 viermal die peruanische Meisterschaft.
Nach einem Gastspiel beim Zweitligisten Atlético Barrio Frigorífico kehrte er als Spielertrainer 1974 für zwei Spielzeiten noch einmal zu Sporting Cristal zurück. 1977 beendete er seine aktive Laufbahn.

### Nationalmannschaft
Zwischen 1963 und 1972 bestritt Eloy Campos 46 Länderspiele für die peruanische Fußballnationalmannschaft, in denen er ohne Torerfolg blieb.
Bereits 1960 nahm er mit einer peruanischen Auswahl an den Olympischen Spielen 1960 in Rom teil. Diese Spiele werden nicht als A-Länderspiele gezählt, da nur Amateurfußballer zugelassen waren, was in der Regel Erstligaspieler aus den westlichen Ländern mit Profifußball ausschloss.
Anlässlich der Fußball-Weltmeisterschaft 1970 in Mexiko wurde er in das peruanische Aufgebot berufen. Im ersten Vorrundenspiel der Peruaner gegen Bulgarien wurde er in der 28. Minute verletzt ausgewechselt. Im weiteren Verlauf des Turniers kam er noch einmal bei der 2:4-Niederlage im Viertelfinale gegen den späteren Weltmeister Brasilien zum Einsatz.

### Trainerkarriere
In seiner ersten Saison als Spielertrainer führte er Atlético Barrio Frigorífico in die Primera División. 1974 kehrte er in gleicher Funktion mit mäßigem Erfolg zu seinem Stammverein Sporting Cristal zurück. 1977 nahm er beim Club Sportivo Cienciano endgültig Abschied vom aktiven Fußball und arbeitete bis in die frühen 1980er Jahre ausschließlich als Trainer.

## Erfolge
- Peruanischer Meister: 1961, 1968, 1970 und 1972